# مترو (فرانچایز)
مترو (روسی: Метро: Метро) یک فرنچایز متشکل از رمان‌ها و بازی‌های ویدیویی است که با انتشار رمان مترو ۲۰۳۳ دیمیتری گلوخوفسکی در سال ۲۰۰۵ آغاز شد. اگرچه این پروژه در روسیه آغاز شد، اما در لهستان، رومانی، اوکراین و آلمان نیز از محبوبیت زیادی برخوردار است. استودیوی اوکراینی ۴ای-گیمز سه بازی ویدئویی در جهان توسعه داده‌است: مترو ۲۰۳۳ (۲۰۱۰)، مترو: آخرین نور (۲۰۱۳) و مترو اکسدس (۲۰۱۹).
همه داستان‌های مترو فضای یکسانی دارند - دنیای خیالی رمان اصلی گلوخوفسکی. اگرچه این کتاب فقط دیدگاه خود او را از مسکوی پسا آخرالزمانی توصیف می‌کند، کتاب‌های جهان گسترده در طیف گسترده‌ای از مناطق مختلف اتفاق می‌افتند. از جمله این موارد می‌توان به موارد زیر اشاره کرد: مسکو، سن پترزبورگ، استان لنینگراد، نیژنی نووگورود، استان Tver، استان مسکو، شبه جزیره کولا، روستوف-آن-دون، سامارا، نووسیبیرسک، یکاترینبورگ، و استان کالینینگراد. برخی از کتاب‌های این مجموعه در مکان‌های دیگری خارج از روسیه، مانند اوکراین، بلاروس، بریتانیا، ایتالیا، لهستان و قطب جنوب روایت می‌شوند.